# عرشان (تعز)
عرشان هي إحدى قرى الجمهورية اليمنية. تتبع جغرافيا لمحافظة تعز وإداريًا لمديرية جبل حبشي. يبلغ تعداد سكانها 1745 نسمة حسب الإحصاء الذي أجري عام 2004.